# Brias
Brias é uma comuna francesa na região administrativa de Altos da França, no departamento de Pas-de-Calais. Estende-se por uma área de 7,74 km². Em 2010 a comuna tinha 297 habitantes (densidade: 38,4 hab./km²).